# Cornelis Broere
Cornelis Broere (Amsterdam, 18 november 1803 – Warmond, 28 december 1860) was een rooms-katholieke priester en kunstschilder, die een grote rol speelde in de katholieke emancipatiebeweging van de negentiende eeuw.
Hij was oprichter en redacteur van het periodiek De Katholiek. Daarnaast was hij hoogleraar filosofie aan het Klein Seminarie Hageveld, hoogleraar geschiedenis aan het Groot Seminarie Warmond,  schilder, dichter, schrijver, ere-kamerheer van de paus, kanunnik van het bisdom Haarlem en ridder in de Orde van de Nederlandse Leeuw.
Zijn heldendicht Constantijn bleef onvoltooid. 